# Mauk Weber
Mauk Weber (ur. 1 marca 1914 w Hadze, zm. 14 kwietnia 1978) – holenderski piłkarz, reprezentant kraju, grający na pozycji obrońcy.

## Kariera piłkarska
Weber zaczynał w ADO Den Haag. Do drużyny seniorów został włączony w 1930. Od 1935 Weber grał w AGOVV Apeldoorn, a od 1937 ponownie w ADO, w którym w wieku 25 lat zakończył karierę piłkarską. 
Weber zadebiutował w reprezentacji Holandii 14 czerwca 1931 meczem przeciwko Danii, wygranym 2:0. 
W 1934 został powołany na Mistrzostwa Świata. Podczas włoskiego turnieju wystąpił w jednym spotkaniu, w którym Holandia odpadła w pierwszej rundzie po porażce ze Szwajcarią 2:3. 
Wystąpił także w 1938 na Mistrzostwach Świata. Podczas francuskiego turnieju wystąpił w jednym spotkaniu, w którym Holandia odpadła w pierwszej rundzie po porażce z Czechosłowacją 0:3 po dogrywce.
Ostatni raz zagrał dla Oranje 23 października 1938 w meczu przeciwko Danii, zakończonym remisem 2:2. Łącznie w latach 1931–1938 Weber wystąpił w 27 spotkaniach reprezentacji Holandii.
| Mecze i gole w reprezentacji | Mecze i gole w reprezentacji | Mecze i gole w reprezentacji | Mecze i gole w reprezentacji | Mecze i gole w reprezentacji | Mecze i gole w reprezentacji | Mecze i gole w reprezentacji |
| #                            | Data                         | Miasto                       | Przeciwnik                   | Gol                          | Wynik                        | Rozgrywki                    |
| ---------------------------- | ---------------------------- | ---------------------------- | ---------------------------- | ---------------------------- | ---------------------------- | ---------------------------- |
| 1.                           | 14.06.1931                   | Kopenhaga                    | Dania                        |                              | 2:0                          | towarzyski                   |
| 2.                           | 29.11.1931                   | Colombes                     | Francja                      |                              | 4:3                          | towarzyski                   |
| 3.                           | 20.03.1932                   | Deurne                       | Belgia                       |                              | 4:1                          | towarzyski                   |
| 4.                           | 17.04.1932                   | Amsterdam                    | Belgia                       |                              | 2:1                          | towarzyski                   |
| 5.                           | 08.05.1932                   | Amsterdam                    | Irlandia                     |                              | 0:2                          | towarzyski                   |
| 6.                           | 29.05.1932                   | Amsterdam                    | Czechosłowacja               |                              | 1:2                          | towarzyski                   |
| 7.                           | 04.12.1932                   | Düsseldorf                   | Niemcy                       |                              | 2:0                          | towarzyski                   |
| 8.                           | 22.01.1933                   | Amsterdam                    | Szwajcaria                   |                              | 0:2                          | towarzyski                   |
| 9.                           | 05.03.1933                   | Amsterdam                    | Włochy                       |                              | 1:2                          | towarzyski                   |
| 10.                          | 09.04.1933                   | Deurne                       | Belgia                       |                              | 3:1                          | towarzyski                   |
| 11.                          | 07.05.1933                   | Amsterdam                    | Belgia                       |                              | 1:2                          | towarzyski                   |
| 12.                          | 08.04.1934                   | Amsterdam                    | Irlandia                     |                              | 5:2                          | El. MŚ 1934                  |
| 13.                          | 29.04.1934                   | Deurne                       | Belgia                       |                              | 4:2                          | El. MŚ 1934                  |
| 14.                          | 10.05.1934                   | Amsterdam                    | Francja                      |                              | 4:5                          | towarzyski                   |
| 15.                          | 27.05.1934                   | Mediolan                     | Szwajcaria                   |                              | 2:3                          | MŚ 1934                      |
| 16.                          | 03.11.1935                   | Amsterdam                    | Dania                        |                              | 3:0                          | towarzyski                   |
| 17.                          | 08.12.1935                   | Dublin                       | Irlandia                     |                              | 5:3                          | towarzyski                   |
| 18.                          | 12.01.1936                   | Paryż                        | Francja                      |                              | 6:1                          | towarzyski                   |
| 19.                          | 29.03.1936                   | Amsterdam                    | Belgia                       |                              | 8:0                          | towarzyski                   |
| 20.                          | 03.05.1936                   | Bruksela                     | Belgia                       |                              | 1:1                          | towarzyski                   |
| 21.                          | 01.11.1936                   | Amsterdam                    | Norwegia                     |                              | 3:3                          | towarzyski                   |
| 22.                          | 31.10.1937                   | Rotterdam                    | Francja                      |                              | 2:3                          | towarzyski                   |
| 23.                          | 27.02.1938                   | Rotterdam                    | Belgia                       |                              | 7:2                          | towarzyski                   |
| 24.                          | 03.04.1938                   | Deurne                       | Belgia                       |                              | 1:1                          | El. MŚ 1938                  |
| 25.                          | 21.05.1938                   | Amsterdam                    | Szkocja                      |                              | 1:3                          | towarzyski                   |
| 26.                          | 05.06.1938                   | Le Havre                     | Czechosłowacja               |                              | 0:3                          | MŚ 1938                      |
| 27.                          | 23.10.1938                   | Kopenhaga                    | Dania                        |                              | 2:2                          | towarzyski                   |